# Mirko Kovač
Mirko Kovač, född 26 december 1938, död 19 augusti 2013, var en jugoslavisk-kroatisk författare.
På svenska finns bland annat romanen Malvinas levnadshistoria (1991), som skildrar den nationella brokigheten i det forna Jugoslavien, Avrättningsplatsen (1994) och Galler av kristall (1996).
Kovač tilldelades Tucholskypriset 1993.